# Ikbal
Ikbal (in turco ottomano اقبال, trad. "favorita") era il titolo dato alla consorte imperiale del sultano dell'Impero ottomano, che si trovava al di sotto del rango di kadın.

## Etimologia
La parola ikbal (اقبال‎) è un termine arabo che significa buona fortuna o fortunata. Gli storici lo hanno tradotto come "fortunata", "preferita" o favorita.

## Gradi e titoli
Un'ikbal era una consorte titolata e riconosciuta come tale dal sultano. Il numero di ikbal variava. Erano classificate come baş ikbal ('anziana ikbal, favorita anziana, fortunata anziana'), ikinci ikbal ('seconda ikbal , seconda favorita, seconda fortunata'), üçüncü ikbal ('terza ikbal, terza favorita, terza fortunata'), dördüncü ikbal ("quarta ikbal, quarta favorita, quarta fortunata'), e così via, secondo l'ordine in cui avevano catturato l'occhio del sultano, ed elevate a quella posizione.
Le ikbal detenevano solitamente i titoli con prefissi di iffetlü ("onesta, virtuosa"), e ismetlü ("la virtuosa"), e i titoli con suffissi di hanım, hatun, e kadın.

## Stato

### XVIII secolo
Il grado apparve per la prima volta verso la fine del XVII secolo, durante il regno del sultano Mustafa II (dal 1695 al 1703). Due sultani del XVIII secolo Mahmud I (dal 1730 al 1754) e Mustafa III (dal 1757 al 1773), avevano anche le ikbal.
Tuttavia, nel XVIII secolo, le ikbal detenevano il titolo di kalfa, ovvero 'assistente maestra, padrona'. Ciò suggerisce che a quel tempo erano idonee per entrambi i tipi di carriera di alto livello dell'harem. Apparivano anche nell'elenco delle cariye, che non includeva le kadın del sultano, o la ketkhüda kadın, o daye hatun, mettendo in risalto la loro identità come parte della nucleo famigliare rispetto alla famiglia nel XVIII secolo. Nel XVIII secolo il termine kalfa sembra essere stato utilizzato esclusivamente per i membri del personale domestico.
Nel XVIII secolo le ikbal avevano servitori personali, ed erano pagati pagati 250 kuruş ogni tre mesi.

### XIX secolo
La tradizione di prendere le ikbal continuò fino al XIX secolo. Le ikbal erano scelte tra le gedikli (abilitate). Ogni ikbal aveva il suo "turno notturno" (nöbet gecesi). Il loro stipendio era di 20.000 kuruş e avevano servitori personali. Poiché l'abbigliamento rifletteva le posizioni di una donna nella gerarchia dell'harem, le ikbal indossavano tessuti pregiati e in inverno indossavano abiti imbottiti, un elemento indicativo del loro status elevato.
Ogni ikbal risiedeva nel proprio appartamento, o talvolta in chioschi isolati. Nel XIX secolo avevano due stanze al secondo piano del palazzo, una che si affacciava sullo stretto del Bosforo e fungeva da salone, e l'altra che si affacciava sui giardini del palazzo e fungeva da camera da letto. I sultani venivano a visitare un'ikbal se era malata o se aveva figli.
Anche se in precedenza si pensava che dopo che un'ikbal rimaneva incinta era elevata al grado di kadın, nella realtà non era così. Poteva solo assumere la posizione di kadın se una delle kadın era morta o divorziata. Se subentrava un posto vacante tra le kadın, l'ikbal anziana era spostata fino allo stato di kadın. Alla morte di un sultano, una qualsiasi delle sue ikbal che non aveva avuto un figlio o che aveva dato alla luce un bambino che era poi morto, veniva sposata con uno statista. Le altre si ritiravano nel Vecchio Palazzo.
Le ikbal erano soggette allo stesso diritto ereditario delle altre donne nell'harem. Tuttavia, di solito venivano sepolte in luoghi d'onore.

## Onorificenze
Tra le consorti imperiali tradizionalmente ikbal si annoverano:
- Nükhetsezâ Hanım (1827–1850), moglie del sultano Abdulmejid I
- Navekmisal Hanım (1827–1854), moglie del sultano Abdulmejid I
- Şayeste Hanım (1836–1912), moglie del sultano Abdulmejid I
- Serfiraz Hanım (1837–1905), moglie del sultano Abdulmejid I
- Müşfika Kadın (1867–1961), moglie del sultano Abdul Hamid II
- Peyveste Hanım (1873–1943), moglie del sultano Abdul Hamid II
- Fatma Pesend Hanım (1876–1928), moglie del sultano Abdul Hamid II
- Behice Hanım (1882–1969), moglie del sultano Abdul Hamid II
- Nevvare Hanım (1901–1992), moglie del sultano Mehmed VI
- Nevzad Hanım (1902–1992), moglie del sultano Mehmed VI